# Supercopa de España de voleibol 2019
La Supercopa de España de Voleibol Masculino 2019 es la XXII edición del torneo del cual el Club Voleibol Teruel fue campeón superando por primera vez en la historia a Unicaja Almería en número de Supercopas. Se disputó a partido único el 5 de octubre de 2019 en el Pabellón Deportivo Los Planos de Teruel.
El campeón de la Superliga (Club Voleibol Teruel) se enfrenta ante el campeón de la Copa del Rey (Unicaja Almería).

## Participantes
|  | Club Voleibol Teruel | Bandera de Aragón    |  | Campeón de la Superliga Masculina de Voleibol de España (2018-19) |
|  | Unicaja Almería      | Bandera de Andalucía |  | Campeón de la Copa del Rey de Voleibol (2019)                     |

## Final
| Fecha¹               | Hora  | Equipo 1             | Res. | Equipo 2        | Set 1 | Set 2 | Set 3 | Set 4 | Set 5 | Total | Reporte |
| -------------------- | ----- | -------------------- | ---- | --------------- | ----- | ----- | ----- | ----- | ----- | ----- | ------- |
| 5 de octubre de 2019 | 18:00 | Club Voleibol Teruel | 3-0  | Unicaja Almería | 25-14 | 27-25 | 25-18 |       |       | 77-57 | [ 1 ]   |

| Campeón Supercopa de España 2019 |
| -------------------------------- |
| Club Voleibol Teruel             |
| 8ª Supercopa                     |